# Anna van Württemberg
Anna van Württemberg (Stuttgart, 12 juni 1561 - Haynau, 7 juli 1616) was van 1592 tot 1594 hertogin van Ohlau. Ze behoorde tot het huis Württemberg.

## Levensloop
Anna was de dochter van hertog Christoffel van Württemberg en Anna Maria van Brandenburg-Ansbach, dochter van markgraaf George van Brandenburg-Ansbach. Op 16 september 1582 huwde ze in Brieg met Johan George, tweede zoon van hertog George II van Brieg. Het echtpaar kreeg twee kinderen, die echter allebei in hun kindertijd stierven:
- George Christoffel (1583-1584)
- Barbara (1586), stierf enkele maanden na de geboorte

Op 7 mei 1586 overleed haar schoonvader, waarna haar echtgenoot Johan George samen met zijn oudere broer Joachim Frederik hertog van Ohlau en Wohlau werd. Haar schoonmoeder Barbara van Brandenburg erfde het hertogdom Brieg en kreeg de volledige soevereiniteit over dit gebied tot aan haar dood. Anna en Johan George vestigden zich daarop in Ohlau, waar Johan George in 1592 stierf.
Na het overlijden van haar echtgenoot erfde Anna het hertogdom Ohlau en kreeg ze tot aan haar dood de volledige soevereiniteit over het hertogdom. Twee jaar na het overlijden van Johan George hertrouwde ze op 24 oktober 1594 met hertog Frederik IV van Liegnitz, waardoor Anna haar rechten op het hertogdom Ohlau verloor aan haar voormalige schoonbroer Joachim Frederik. 
Het huwelijk van Anna en Frederik IV bleef kinderloos. In maart 1596 overleed haar tweede echtgenoot, waarna Anna zich tot aan haar dood in 1616 terugtrok in de stad Haynau.